# Tell Me Your Wish (Genie) (bài hát)
"Tell Me Your Wish (Genie)" (tiếng Hàn Quốc: 소원을 말해봐 (Genie); cách điệu thành GENIE tại Nhật) là bài hát chủ đề từ EP cùng tên của nhóm nhạc nữ Hàn Quốc Girls' Generation, được phát hành trực tuyến vào ngày 22 tháng 6 năm 2009. Bài hát đã đứng đầu nhiều bảng xếp hạng âm nhạc tại Hàn Quốc.

## Sáng tác và phát hành
Sau thành công ngoài mong đợi của EP "Gee", cuối tháng 6, SM Entertainment thông báo rằng SNSD sẽ quay trở lại với một bài hát mới với hình tượng "nữ hải quân". "Tell Me Your Wish (Genie)" được phát hành trực tuyến vào ngày 22 tháng 6 năm 2009. Màn biểu diễn đầu tiên của nhóm là vào ngày 26 tháng 6 năm 2009 trên chương trình Music Bank của đài KBS. Chỉ trong vòng ít ngày, bài hát đã đứng đầu 10 bảng xếp hạng âm nhạc khác nhau, đồng thời trở thành nhạc chuông được tải về nhiều nhất.
"Tell Me Your Wish" là một bài hát electropop chịu ảnh hưởng của eurodance. Ca khúc vốn dĩ do Anne Judith Wik, Robin Jenssen, Ronny Svendsen, Nermin Harambasic (Dsign Music) và Fridolin Nordso sáng tác, với tên gốc là "I Just Wanna Dance" do Nathalie Makoma trình diễn. Sau khi được SM Entertainment mua bản quyền, lời bài hát được Yoo Young-jin viết lại, đồng thời giai điệu cũng được chính ông và em trai Yoo Han-jin điều chỉnh. Ban đầu, bài hát mà Girls' Generation thu âm và luyện tập vũ đạo có tên gọi "I Just Wanna Wish," nhưng sau đó đã được điều chỉnh ngay trước khi phát hành và đổi tên thành "Tell Me Your Wish (Genie)."

## Ra mắt ở Nhật
"Genie" (cách điệu thành GENIE) là bài hát tiếng Nhật đầu tay của Girls' Generation, được phát hành vào ngày 8 tháng 9 năm 2010 tại Nhật dưới ba phiên bản: một phiên bản thông thường chỉ bao gồm CD và hai phiên bản bao gồm cả CD và một DVD. Một phiên bản video âm nhạc mới cũng được thực hiện và ra mắt vào ngày 26 tháng 10 năm 2010. Bài hát đã đạt vị trí thứ 5 trên bảng xếp hạng Oricon trong ngày đầu tiên và vươn lên vị trí thứ 2 vào ngày 11 tháng 9 năm 2010.
iTunes Nhật Bản đã chọn "Genie" làm "Album đột phá năm 2010" trong bảng xếp hạng 2010: Music, 2010 BEST.

## Video âm nhạc

Ba phiên bản của video "Genie"

### Phiên bản tiếng Hàn
Teaser và video chính thức của bài hát ra mắt lần lượt vào các ngày 16 và 25 tháng 8 năm 2009.

### Phiên bản tiếng Nhật
Teaser và video chính thức của bài hát ra mắt lần lượt vào các ngày 19 và 26 tháng 6 năm 2010.

### Phiên bản 3D (tiếng Hàn)
Ngày 24 tháng 10 năm 2010, video 3D của phiên bản tiếng hàn được ra mắt dành cho TV LED PAVV của Samsung.

## Biểu diễn
Trong các màn biểu diễn "Tell Me Your Wish (Genie)", các thành viên mặc trang phục quân đội bao gồm áo khoác và váy ngắn hoặc quần đùi với các màu sắc chủ đạo là trắng, nâu và đỏ. Thông qua hình tượng này nhóm muốn thể hiện một hình ảnh trưởng thành hơn so với "Gee". Vũ đạo của bài hát, do Rino Nakasone thực hiện, tập trung vào sự đồng đều cũng như nét gợi cảm. Một số động tác đá chân trở nên nổi tiếng.

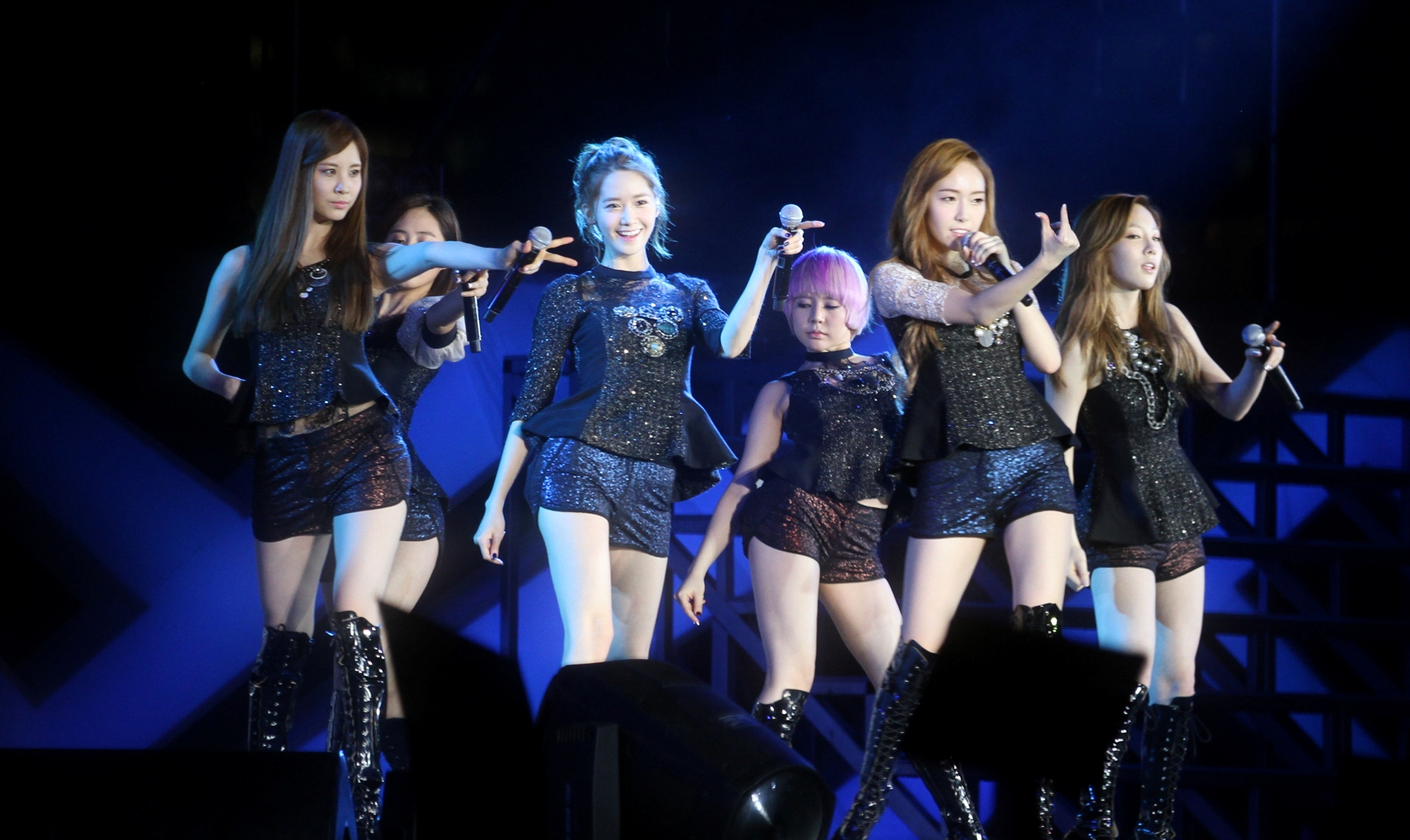
Girls' Generation biểu diễn tại SMTown Live In Singapore, tháng 11 năm 2012

Bản phối "Rock Tronic" của bài hát đã được biểu diễn trong hai tour diễn của SMTown cũng như tour diễn đầu tiên của nhóm. Bản phối này bao gồm một đoạn vũ đạo màn hơi hướng nhạc rock.
"Genie" trở thành bài hát mở màn cho tour diễn đầu tiên tại Nhật và tour diễn châu Á thứ hai của nhóm. Trong màn biểu diễn này, các cô gái xuất hiện từ trong một chiếc hộp lớn khi đang ngồi trên ba bậc thang hình kim tự tháp; Taeyeon ở trên cùng, Jessica và Tiffany ở giữa, Seohyun, Hyoyeon, Sunny, YoonA, Yuri và Sooyoung ở dưới cùng. Lời đầu tiên của ca khúc được Taeyeon hát, sau đó lần lượt được Jessica và Tiffany cũng như các thành viên còn lại lặp lại hai lần trước khi bài hát bắt đầu. Bản phối này còn bao gồm một đoạn rap do Tiffany thể hiện.
Tiffany thường thay thế từ "DJ" trong "DJ, put it back on" bằng tên quốc gia hoặc thành phố mà nhóm đang biểu diễn.

## Các phiên bản khác
Bài hát "Raqsga Tushgin" của ca sĩ người Uzbekistan Dineyra đã dấy lên vấn đề về vi phạm bản quyền. Tuy nhiên, mặc dù bài hát này được phát hành trước mini-album thứ hai của Girls' Generation, Dineyra đã thu tiến hành thu âm mà không có sự cho phép của Universal Music, do đó vi phạm bản quyền đối với "Tell Me Your Wish (Genie)".
Ngày 19 tháng 5 năm 2010, ca sĩ người Hà Lan Nathalie Makoma phát hành một đĩa đơn tên là "I Just Wanna Dance" với lời tiếng Anh của bài hát gốc.
Ngày 3 tháng 6 năm 2011, ca sĩ người Anh C.J. Lewis phát hành phiên bản tiếng Anh của Genie.

## Danh sách bài hát
- Tải về trực tuyến

1. "Tell Me Your Wish (Genie)"

| Đĩa đơn tiếng Nhật | Đĩa đơn tiếng Nhật                                | Đĩa đơn tiếng Nhật             | Đĩa đơn tiếng Nhật                                                                              | Đĩa đơn tiếng Nhật |
| STT                | Nhan đề                                           | Phổ lời                        | Phổ nhạc                                                                                        | Thời lượng         |
| ------------------ | ------------------------------------------------- | ------------------------------ | ----------------------------------------------------------------------------------------------- | ------------------ |
| 1.                 | "Genie" (Phiên bản tiếng Nhật)                    | Yoo Young-jin, Kanata Nakamura | Anne Judith Wik, Robin Jensen, Ronny Vendsen, Nermin Harambasic, Fridolin Nordsø, Yoo Young-jin | 3:44               |
| 2.                 | "Tell Me Your Wish (Genie)" (Phiên bản tiếng Hàn) | Yoo Young-jin                  | Anne Judith Wik, Robin Jensen, Ronny Vendsen, Nermin Harambasic, Fridolin Nordsø, Yoo Young-jin | 3:49               |
| 3.                 | "Genie" (Không lời)                               |                                | Anne Judith Wik, Robin Jensen, Ronny Vendsen, Nermin Harambasic, Fridolin Nordsø, Yoo Young-jin | 3:44               |
| Tổng thời lượng:   | Tổng thời lượng:                                  | Tổng thời lượng:               | Tổng thời lượng:                                                                                | 11:17              |

| DVD | DVD                                                             | DVD        |
| STT | Nhan đề                                                         | Thời lượng |
| --- | --------------------------------------------------------------- | ---------- |
| 1.  | "Genie" (Video âm nhạc)                                         |            |
| 2.  | "Genie" (Phiên bản vũ đạo - Chỉ có trong phiên bản First Press) |            |

## Đội ngũ thực hiện
- Girls' Generation – hát chính, hát bè
- Nermin Harambasic, Fridolin Nordso, Anne Judith Wik, Robin Jenssen, Ronny Svendsen – sáng tác
- Yoo Young-jin – sáng tác (tiếng Hàn), sản xuất, thu âm, hòa âm, hát bè, giảng viên thanh nhạc (tiếng Hàn), synth, analog MIDI
- Kanata Nakamura – sáng tác (tiếng Nhật)
- Yoo Han-jin – sản xuất
- Kim Hyun-ah – hát bè
- Fujino Shigeki – kỹ thuật âm thanh (tiếng Nhật)
- Jeon Hoon – kỹ thuật âm thanh (tiếng Hàn)

## Bảng xếp hạng

### Oricon
| Ngày phát hành     | Bảng xếp hạng | Thứ hạng cao nhất | Doanh số khởi đầu | Tồng doanh số |
| ------------------ | ------------- | ----------------- | ----------------- | ------------- |
| 8 tháng 9 năm 2010 | Hàng ngày     | 2                 | 44,907            | 151,042       |
| 8 tháng 9 năm 2010 | Hàng tuần     | 4                 | 44,907            | 151,042       |
| 8 tháng 9 năm 2010 | Cuối tháng    | 4                 | 44,907            | 151,042       |
| 8 tháng 9 năm 2010 | Cuối năm      | 58                | 44,907            | 151,042       |

### Khác
| Bảng xếp hạng                         | Thứ hạng cao nhất |
| ------------------------------------- | ----------------- |
| Billboard Japan Hot 100               | 4                 |
| iTunes Nhật Bản                       | 1                 |
| RIAJ Digital Track                    | 8                 |
| RIAJ Digital Track - Top 100 cuối năm | 78                |

### Doanh số và chứng nhận
| Bảng xếp hạng      | Doanh số            |
| ------------------ | ------------------- |
| RIAJ (CD)          | Vàng (100,000+)     |
| RIAJ (nhạc chuông) | Bạch kim (250,000+) |
| RIAJ (tải về)      | Bạch kim (250,000+) |

## Giải thưởng
| Năm  | Giải thưởng                   | Hạng mục                       | Kết quả   |
| ---- | ----------------------------- | ------------------------------ | --------- |
| 2009 | Golden Disk Awards lần thứ 24 | Digital Daesang                | Đoạt giải |
| 2009 | Golden Disk Awards lần thứ 24 | Digital Bonsang                | Đoạt giải |
| 2011 | MTV Video Music Awards Japan  | Video nhóm xuất sắc nhất       | Đoạt giải |
| 2011 | MTV Video Music Awards Japan  | Video của năm                  | Đề cử     |
| 2011 | MTV Video Music Awards Japan  | Bài hát Karaoke! xuất sắc nhất | Đoạt giải |